# 8592 Rubetra
8592 Rubetra este un asteroid din centura principală de asteroizi.

## Descriere
8592 Rubetra este un asteroid din centura principală de asteroizi. A fost descoperit pe 25 martie 1971 la Observatorul Palomar de Cornelis Johannes van Houten, Ingrid van Houten-Groeneveld și Tom Gehrels. Asteroidul prezintă o orbită caracterizată de o semiaxă mare de 2,26 ua, o excentricitate de 0,13 și o înclinație de 6,2° în raport cu ecliptica.